# Купер Кох
Купер Кох (англ. Cooper Koch; нар. 16 липня 1996, Вудленд-Гіллз, Лос-Анджелес, Каліфорнія, США) — американський актор, найбільш відомий своєю роллю вбивці Еріка Менендеса в кримінальному драматичному серіалі «Чудовиська: Історія Лайла й Еріка Менендесів» (2024). Також зіграв головну роль у слешері «Вони/Їх» та боді-горорі «Проковтнули» (обидва — в 2022).

## Життєпис
Народився 16 липня 1996 року у Вудленд-Гіллз, окрузі Лос-Анджелеса. Має брата-близнюка (Пейтон Кох), який працює монтажером, й другого брата (Волтер), який є музикантом. Батько Біллі Кох — працівник у сфері кіно — працює у відділі візуальних ефектів, дід — продюсер Гок Кох, прадід — кінопродюсер та режисер Говард Вінчел Кох.
Кох відвідував Школу виконавських мистецтв «Pace» у Нью-Йорку (2018). Акторський дебют відбувся у фільмі «Перелом» (2007), який продюсував його дід.
Знімається у квір-фільмах, серед яких «Нью-йоркське різдвяне весілля» (2020), «Вони/Їх» та «Проковтнули» (обидва — 2022).

## Особисте життя
Кох — відкритий гей. Він зізнався, що раніше йому було важко отримати ролі через свою сексуальну орієнтацію та «гей-голос».
Перебуває у стосунках з режисером Стюартом Макклейвом з 2024 року.

## Фільмографія

### Кіно
| Рік  |    | Українська назва       | Оригінальна назва               | Роль         |
| ---- | -- | ---------------------- | ------------------------------- | ------------ |
| 2007 | ф  | Перелом                | англ. Fracture                  | дитина       |
| 2016 | кф |                        | англ. The Body's Witness        |              |
| 2017 | кф | Мій                    | англ. Mine                      | Коді         |
| 2018 | кф |                        | англ. Me Da La Lata             | Андреас Луше |
| 2018 | кф |                        | англ. The Latent                | Метью        |
| 2018 | кф |                        | англ. Decadeless                | Річард       |
| 2019 | кф |                        | англ. Daddy                     | коридорний   |
| 2021 | кф | 4 поверхи вгору        | англ. 4 Floors Up               | незнайомець  |
| 2022 | ф  | Проковтнули            | англ. Swallowed                 | Бенджамін    |
| 2022 | ф  | Вони/Їх                | англ. They/Them                 | Стю          |
| 2022 | кф | Ви бачили мої окуляри? | англ. Have You Seen My Glasses? |              |

### Телебачення
| Рік  | Назва                                        | Оригінальна назва                          | Роль             | Прим.                  | Дж.    |
| ---- | -------------------------------------------- | ------------------------------------------ | ---------------- | ---------------------- | ------ |
| 2018 |                                              | West 40s                                   | хлопець у потязі | Епізод «Forty Candles» |        |
| 2019 | Менше нуля                                   | Less Than Zero                             | Джуліан          | Телефільм              | [ 14 ] |
| 2020 | Нью-йоркське різдвяне весілля                | A New York Christmas Wedding               | Азраель Габісон  | Телефільм              | [ 5 ]  |
| 2020 | Влада в нічному місті. Книга друга: Привид   | Power Book II: Ghost                       | Чейс             | 2 епізоди              | [ 14 ] |
| 2024 | Чудовиська: Історія Лайла й Еріка Менендесів | Monsters: The Lyle and Erik Menendez Story | Ерік Менендес    | Головна роль (9 серій) | [ 15 ] |